# François-Joseph Le Clerc du Tremblay
Otec Josef, vlastním jménem François-Joseph Le Clerc du Tremblay de Maffliers (4. listopadu 1577, Paříž – 18. prosince 1638, Rueil-Malmaison) byl vlivným francouzským kapucínem, známým jako šedá eminence kardinála Richelieu.
Pocházel z bohaté šlechtické rodiny, jeho otec byl předsedou pařížského soudu. Dostalo se mu mimořádně kvalitního vzdělání, sloužil v armádě i u královského dvora pod jménem baron de Mafflier, zúčastnil se diplomatické mise do Londýna. Zároveň se intenzivně zajímal o náboženské záležitosti, roku 1599 vstoupil v Orléansu do kapucínského kláštera. Stal se významným kazatelem a církevním organizátorem, v roce 1612 se seznámil s Richelieuem a vstoupil do jeho služeb jako obratný vyjednavač a organizátor rozsáhlé vyzvědačské sítě. Usiloval o vyhlášení nové křížové výpravy proti Osmanské říši, napsal rozsáhlou epickou báseň La Turciade. Z jeho podnětu papež Řehoř XV. založil Kongregaci pro evangelizaci národů. Otec Josef sehrál značnou roli ve třicetileté válce, kdy usiloval především o oslabení Rakouska jako hlavního konkurenta Francie. Na kurfiřtském sněmu v Řezně v červnu 1630 se mu podařilo obratnou diplomacií dosáhnout sesazení Albrechta z Valdštejna a vstupu Švédska do války.
Otec Josef spojoval velkou protřelost v mocenských intrikách s okázalou mnišskou skromností, dodržoval přísný půst a trávil hodně času modlitbami. Chodil stále bos a v prostém šedém řádovém hábitu; proto se mu začalo ironicky říkat „šedá eminence“ v narážce na Richelieuovo označení „rudá eminence“ (podle kardinálského titulu eminence a šarlatového kardinálského roucha). Výraz se později stal ustáleným označením pro osobu, která není veřejnosti známá a nezastává žádný oficiální úřad, ale ze zákulisí výrazně ovlivňuje politické dění.